# 3JS
3JS – holenderski zespół muzyczny założony w 2002 roku w Volendam. Nazwa grupy powstała z inicjałów imion jej założycieli: Jana Dullesa, Jaapa Kwakmana i Jaapa de Witte’a.
W 2011 roku zespół reprezentował Holandię podczas 56. Konkursu Piosenki Eurowizji z utworem „Never Alone”.

## Kariera muzyczna
8 czerwca 2007 roku zespół wydał swój pierwszy album zatytułowany Watermensen, który przez 87 tygodni znajdował się w krajowym notowaniu najczęściej kupowanych płyt, gdzie dotarł do 6. miejsca.
W październiku 2008 roku grupa wydała swój drugi album długogrający zatytułowany Kamers m’n hart van. Pierwszym singlem promującym album została piosenka „Hou van mij”, która dotarła na czwarte miejsce krajowych list przebojów. Album osiągnął też 4. pozycję na liście najczęściej kupowanych płyt w kraju.
Wiosną 2010 roku ukazał się trzeci krążek w dorobku zespołu zatytułowany Dromers en dwazen promowany przez singiel „Loop met me over zee”, który dotarł na 7. miejsce list przebojów. Sama płyta zajęła trzecie miejsce w zestawieniu najczęściej kupowanych albumów, a w grudniu roku zdobyła certyfikat platynowej płyty.

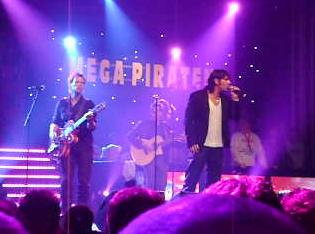
Zespół podczas koncertu w 2008 roku

W połowie lipca 2010 roku krajowy nadawca publiczny ogłosił, że 3JS będzie reprezentował Holandię podczas 56. Konkursu Piosenki Eurowizji organizowanego w 2011 roku. 30 stycznia 2011 roku odbył się specjalny koncert Nationaal Songfestival, podczas którego miał zostać wybrany eurowizyjny utwór dla zespołu. Grupa wykonała wówczas pięć piosenek: „De stroom”, „Weelderig waardeloos”, „Toen ik jou vergat”, „Ga dan niet” i „Je vecht nooit alleen”, która zdobyła najwięcej punktów od jurorów i telewidzów, dzięki czemu została wybrana jako konkursowa propozycja formacji. Po finale krajowych eliminacji zespół nagrał anglojęzyczną wersję utworu – „Never Alone”, którą zaprezentował 12 maja podczas drugiego półfinału widowiska rozgrywanego w Düsseldorfie. Piosenka otrzymała 13 punktów i zajęła ostatecznie ostatnie, 19. miejsce w swoim półfinale.
Pomimo porażki poniesionej w Konkursie Piosenki Eurowizji, czwarty album studyjny zespołu zatytułowany 4 Elementen wydany w lutym 2012 roku dotarł do trzeciego miejsca krajowego zestawienia najczęściej kupowanych płyt, a trzy utwory z płyty trafiły do pierwszego miejsca list przebojów – „Wat is dromen” (nagrany w duecie z Ellen Ten Damme), „Wereldwijd Orkest” oraz eurowizyjna propozycja „Never Alone”.
W styczniu 2013 roku ukazał się debiutancki album kompilacyjny zespołu zatytułowany Totzoverder – Het beste van, na którym znalazły się najpopularniejsze piosenki w dorobku grupy. W listopadzie tego samego roku premierę miała piąta płyta studyjna formacji zatytułowana Dichter bij de horizon, którą promowały single „Til me op”, „Twee zielen” i „Raak m’n hart”.
W grudniu 2014 roku premierę miał pierwszy świąteczny album zespołu zatytułowany Acoustic Christmas, na którym znalazły się najpopularniejsze przeboje bożonarodzeniowe wykonane przez muzyków w wersji akustycznej.

## Dyskografia

### Albumy studyjne
| Rok  | Album                  | Najwyższe miejsce |
| Rok  | Album                  | NLD               |
| ---- | ---------------------- | ----------------- |
| 2007 | Watermensen            | 6                 |
| 2008 | Kamers van m’n hart    | 4                 |
| 2010 | Dromers en dwazen      | 3                 |
| 2012 | 4 elementen            | 3                 |
| 2013 | Dichter bij de horizon | 3                 |

### Albumy kompilacyjne
| Rok  | Album                       | Najwyższe miejsce |
| Rok  | Album                       | NLD               |
| ---- | --------------------------- | ----------------- |
| 2013 | Totzoverder – Het beste van | 3                 |

### Albumy świąteczne
| Rok  | Album              | Najwyższe miejsce |
| Rok  | Album              | NLD               |
| ---- | ------------------ | ----------------- |
| 2014 | Acoustic Christmas | 2                 |

### Single
| Rok  | Piosenka                              | Najwyższe miejsce | Album                  |
| Rok  | Piosenka                              | NLD               | Album                  |
| ---- | ------------------------------------- | ----------------- | ---------------------- |
| 2007 | „Kom”                                 | 24                | Watermensen            |
| 2007 | „Net alsof”                           | 10                | Watermensen            |
| 2007 | „Eén met de bomen”                    | 16                | Watermensen            |
| 2007 | „Eén met de bomen/De zomer voorbij”   | 49                | Watermensen            |
| 2008 | Watermensen”                          | 7                 | Watermensen            |
| 2008 | „Wiegelied”                           | 8                 | Watermensen            |
| 2008 | „Hou van mij”                         | 4                 | Kamers van m’n hart    |
| 2009 | „Kamers van m’n hart”                 | 28                | Kamers van m’n hart    |
| 2009 | „Bevlogen als vogels”                 | 8                 | Kamers van m’n hart    |
| 2009 | „Vandaag ben ik vrij/Alles overnieuw” | 16                | Kamers van m’n hart    |
| 2010 | „Loop met me over zee”                | 7                 | Dromers en dwazen      |
| 2010 | „Geloven in het leven”                | 9                 | Dromers en dwazen      |
| 2010 | „Wat is dromen” (z Ellen ten Damme)   | 1                 | Dromers en dwazen      |
| 2011 | „Je vecht nooit alleen”               | 1                 | Dromers en dwazen      |
| 2011 | „De stroom”                           | 12                | Dromers en dwazen      |
| 2011 | „Toen ik jou vergat”                  | 37                | Dromers en dwazen      |
| 2012 | „De weg”                              | 26                | 4 Elementen            |
| 2012 | „Bij hoog en laag”                    | 7                 | 4 Elementen            |
| 2012 | „Voor eens en altijd”                 | 15                | 4 Elementen            |
| 2012 | „Geef mij een naam” (z Elske DeWall)  | 9                 | 4 Elementen            |
| 2013 | „Bijzonder”                           | 21                | 4 Elementen            |
| 2013 | „Zo mooi als jij”                     | 35                | –                      |
| 2013 | „Til me op”                           | 5                 | Dichter bij de horizon |
| 2014 | „Twee zielen”                         | 61                | Dichter bij de horizon |
| 2014 | „Raak m’n hart”                       | 49                | Dichter bij de horizon |
| 2015 | „Open”                                | –                 | –                      |